# Eresing
Eresing es un municipio situado en el  distrito de Landsberg, en el estado federado de Baviera (Alemania). Tiene una población estimada, a fines de 2020, de 1965 habitantes.
Está ubicado al suroeste del estado, en la región de Alta Baviera, cerca de la frontera con la región de Suabia, del río Lech —un afluente derecho del Danubio— y del lago Ammer.